# Mimoides trapeza
Mimoides trapeza is een vlinder uit de familie van de pages (Papilionidae). De wetenschappelijke naam van de soort is voor het eerst geldig gepubliceerd in 1906 door Lionel Walter Rothschild & Karl Jordan. Dit taxon wordt wel beschouwd als een ondersoort van Mimoides xynias.